# 奇異物質 (假設事物)
在物理學中，奇異物質（英語：Exotic matter）指的是與普通物質不同，具有奇異特性的物質的統稱。奇異物質有以下幾種：
- 未被发现的假想粒子和物质状态，如果存在的话，其性质将在已知物理定律的范围内，例如反物質、超重元素物質。
- 假想的具有反常物理性質的粒子，例如負物質、快子物質，它們可能打破已知的物理定律。
- 几种已通过实验证实存在的粒子，被推测为奇异强子，且符合标准模型。
- 極端的物质状态，例如玻色-爱因斯坦凝聚态、费米子凝聚态、核子物质、量子自旋液体、弦网液体、超临界流体、色玻璃凝聚体、夸克-胶子等离子体、里德堡物质、里德堡极化子、光子物质、维格纳晶体、超流体和时间晶体，這類物質完全符合已知物理定律。
- 物理學中所知甚少的物質，例如暗物質、负压物質（暗能量）和镜像物質。
- 当置于超高压下时，可能会导致其物理或化学性质发生剧烈变化的普通物质。
- 简并态物质
- 奇异原子

## 負物質
擁有負質量（英語：Negative mass）的一類奇異物質有時譯為負物質（英語：Negative matter）。注意這裏的「負粒子及負物質」與「反粒子及反物质」（英語：Antiparticle and Antimatter）是完全不同的概念，負粒子及負物質擁有負質量/負能量，而反粒子及反物質具有正質量/正能量。反粒子及反物質與普通粒子及普通物質（意即正粒子及正物質）一樣會被重力場吸引，但另一方面負粒子及負物質不會受重力場吸引，反而會受其排斥。
負物質可能擁有一些奇特的特性，如往施力方向的反方向加速。譬如一個慣性質量為負、電荷為正的物體與帶電的普通物質相互作用，它會與帶正電的物體相吸，與帶負電的物質相斥，完全與普通物質間的「同性相斥，異性相吸」相反。這種反常的行為可產生一些不可思議的結果。 

## 虛質量
靜止質量為虛數的假想粒子稱為快子，其運動速度永遠高於光速。目前尚無證據表明快子存在。
{\displaystyle E={\frac {m\cdot c^{2}}{\sqrt {1-{\frac {v^{2}}{c^{2}}}}}}}，其中E為能量，m為質量，c為光速（常數），v為速度
如果靜止質量m是虛數，由於E（能量）必須是實數，說明分母也是虛數，即被開方數為負，而只有v（速度）大於c（光速）時該條件才滿足。格雷戈里·本福特等人指出，根據狹義相對論，若快子存在，可實現與過去的通訊（見快子電話）。
在量子場論中，虛質量會導致快子凝聚。

## 超高压下的物质
在超高压下，氯化钠 （NaCl） 等物质在氯或钠过量的情况下会转化为经典化学“禁止”的化合物，例如Na
3Cl 和 NaCl
3。量子力学计算预测了其他化合物的可能性，例如NaCl
7，Na
3Cl
2 和 Na
2Cl。这些材料在高压下具有热力学稳定性。此类化合物可能存在于高压下的自然环境中，例如深海或行星核心内部。这些材料具有潜在的有用特性。例如 Na
3Cl是一种二维金属，由可以导电的纯钠和盐层组成。盐层充当绝缘体，而钠层充当导体。